# Tabernaemontana macrocarpa
Tabernaemontana macrocarpa är en oleanderväxtart som beskrevs av William Jack. Tabernaemontana macrocarpa ingår i släktet Tabernaemontana och familjen oleanderväxter. Inga underarter finns listade i Catalogue of Life.